# Creeting St Peter
Creeting St Peter lub West Creeting – wieś i civil parish w Anglii, w hrabstwie Suffolk, w dystrykcie Mid Suffolk. Leży 16 km na północny zachód od miasta Ipswich i 110 km na północny wschód od Londynu. W 2011 civil parish liczyła 275 mieszkańców.